# Balázs Taróczy
Balázs Taróczy (Boedapest, 9 mei 1954) is een voormalig tennisspeler uit Hongarije.

## Enkelspel
In Nederland is Balázs Taróczy vooral bekend doordat hij het Internationaal Open op 't Melkhuisje zes keer won tussen 1976 en 1982. Hij werd daar slechts tweemaal verslagen, in 1977 en in de finale in 1983. Daarnaast heeft hij nog zes andere titels behaald in het enkelspel, en zeven finaleplaatsen, bijna allemaal op gravelbanen.
| nr. | jaar | toernooi                        | finalist        | score                   |
| --- | ---- | ------------------------------- | --------------- | ----------------------- |
| 1.  | 1974 | Austrian Open                   | Onny Parun      | 6-1, 6-4, 6-4           |
| 2.  | 1976 | Dutch Open, Hilversum           | Ricado Cano     | 6-4, 6-0, 6-1           |
| 3.  | 1978 | Dutch Open, Hilversum           | Tom Okker       | 2-6, 6-1, 6-2, 6-4      |
| 4.  | 1978 | Barcelona Open                  | Ilie Năstase    | 1-6, 7-5, 4-6, 6-3, 6-4 |
| 5.  | 1979 | Omnium                          | Ivan Lendl      | 6-1, 1-6, 6-3           |
| 6.  | 1979 | Dutch Open                      | Tomáš Šmíd      | 6-2, 6-2, 6-1           |
| 7.  | 1980 | Swedish Open                    | Tony Giammalva  | 6-3, 3-6, 7-6           |
| 8.  | 1980 | Dutch Open                      | Haroon Ismail   | 6-3, 6-2, 6-1           |
| 9.  | 1980 | Geneva Open                     | Adriano Panatta | 6-3, 6-2                |
| 10. | 1981 | Dutch Open                      | Heinz Günthardt | 6-3, 6-7, 6-4           |
| 11. | 1981 | Japan Open Tennis Championships | Eliot Teltscher | 6-3, 1-6, 7-6           |
| 12. | 1982 | Nice International Open         | Yannick Noah    | 6-2, 3-6, 13-11         |
| 13. | 1982 | Dutch Open                      | Buster Mottram  | 7-6, 6-7, 6-3, 7-6      |

## Dubbelspel
Taróczy heeft 25 overwinningen en 33 finaleplaatsen in het dubbelspel behaald. In 1978, 1979 en 1980 won hij op 't Melkhuisje samen met Tom Okker. Van 1981 t/m 1985 speelde hij vooral met de Zwitser Heinz Günthardt, met wie hij 14 overwinningen haalde, o.a. het Masters Doubles WCT in Londen (1982, 1983 en 1986) en Roland Garros in 1981 Wimbledon in 1985.

## Prestatietabel
| Legenda | Legenda                          |
| ------- | -------------------------------- |
| g.t.    | geen toernooi gehouden           |
| l.c.    | lagere categorie                 |
| –       | niet deelgenomen                 |
| G       | uitgeschakeld in de groepsfase   |
| 1R      | uitgeschakeld in de eerste ronde |
| 2R      | uitgeschakeld in de tweede ronde |
| 3R      | uitgeschakeld in de derde ronde  |
| 4R      | uitgeschakeld in de vierde ronde |
| KF      | uitgeschakeld in de kwartfinale  |
| HF      | uitgeschakeld in de halve finale |
| F       | de finale verloren               |
| W       | het toernooi gewonnen            |
| w-v     | winst/verlies-balans             |

### Prestatietabel grand slam, enkelspel
| Toernooi        | 1973 | 1974 | 1975 | 1976 | 1977  | 1978 | 1979 | 1980 | 1981 | 1982 | 1984 | 1985 |
| --------------- | ---- | ---- | ---- | ---- | ----- | ---- | ---- | ---- | ---- | ---- | ---- | ---- |
| Australian Open | 1R   | –    | –    | –    | – & — | –    | 1R   | –    | –    | –    | –    | –    |
| Roland Garros   | –    | 3R   | 2R   | KF   | 3R    | 3R   | 2R   | 4R   | KF   | 2R   | 4R   | 3R   |
| Wimbledon       | –    | 1R   | 2R   | 1R   | –     | –    | 2R   | 4R   | 3R   | –    | 2R   | 1R   |
| US Open         | –    | 3R   | 3R   | 1R   | 1R    | 2R   | –    | –    | –    | –    | 2R   | 1R   |

### Prestatietabel grand slam, dubbelspel
| Toernooi        | 1973 | 1974 | 1975 | 1976 | 1977  | 1978 | 1979 | 1980 | 1981 | 1982 | 1984 | 1985 | 1986 | 1988 | 1989 | 1990 |
| --------------- | ---- | ---- | ---- | ---- | ----- | ---- | ---- | ---- | ---- | ---- | ---- | ---- | ---- | ---- | ---- | ---- |
| Australian Open | 1R   | –    | –    | –    | – & — | –    | 1R   | –    | –    | –    | –    | –    | –    | –    | –    | 1R   |
| Roland Garros   | –    | 1R   | 3R   | –    | 1R    | –    | 1R   | HF   | W    | HF   | 3R   | 3R   | –    | 2R   | 1R   | 1R   |
| Wimbledon       | –    | –    | 1R   | 1R   | –     | –    | 1R   | –    | 3R   | –    | 3R   | W    | 1R   | 1R   | –    | 1R   |
| US Open         | –    | –    | –    | 1R   | –     | –    | –    | –    | –    | –    | HF   | 1R   | –    | –    | –    | 1R   |

## Trivia
- In Hongarije heet hij Taróczy Balázs.
- In september 1989 werd hij de coach van Goran Ivanišević.